# بليومتريكس
بليومتريكس أو القوة الارتدادية والمعروفة أيضًا باسم التدريبات القفزية أو البلايوس، هي تمارين تستخدم فيها العضلات أقصى قدر من القوة في فترات زمنية قصيرة، بهدف زيادة القوة السرعة والقوة. يركز هذا التدريب على تعلم كيفية الانتقال من تمدد العضلات إلى انقباضها بطريقة سريعة أو "متفجرة"، كما هو الحال في القفز المتكرر المتخصص. تُستخدم التمارين البليومترية بشكل أساسي من قبل الرياضيين، وخاصة ممارسي الفنون القتالية،والعدائين، والقافزين العاليين، لتحسين الأداء، وتُستخدم في مجال اللياقة البدنية بدرجة أقل.

## ملخص
تتضمن التمارين البليومترية تمارين حركية تفجيرية تهدف إلى تفعيل الاستجابة السريعة وتحسين الخصائص المرنة للعضلات الرئيسية. في الأصل، طُوّرت هذه التمارين واعتمدت من قِبل الرياضيين الأولمبيين السوفييت في خمسينيات القرن العشرين، ثم انتشرت عالميًا بين الرياضيين من مختلف الرياضات. تشمل الرياضات التي تستفيد من التمارين البليومترية: كرة السلة، التنس، كرة الريشة، الاسكواش، الكرة الطائرة، بالإضافة إلى العديد من أنواع كرة القدم. قد تم استخدام مصطلح "القفزات القياسية" لأول مرة بواسطة فريد ويلت بعد ملاحظته للرياضيين السوفييت أثناء استعدادهم لمنافسات ألعاب القوى. لاحقًا، تعاون مع المدرب مايكل يسيس بهدف نشر مفهوم وتطبيق التمارين البليومترية عالميًا.
منذ تقديمه في أوائل الثمانينيات، تطورت شكلين من أشكال القفزات القياسية. في النسخة الأصلية التي ابتكرها العالم الروسي يوري فيرخوشانسكي، تم تعريفها بأنها طريقة الصدمة. في هذه الحالة، يسقط الرياضي من ارتفاع ويشعر بصدمة عند الهبوط. وهذا بدوره من شأنه أن يؤدي إلى انكماش قسري غريب الأطوار والذي يتحول على الفور إلى انكماش متحدة المركز عندما يقفز الرياضي إلى الأعلى. تم تنفيذ الهبوط والإقلاع في فترة زمنية قصيرة للغاية، في نطاق 0.1-0.2 ثانية. يصف القفز المتفجر النهج الذي ابتكره فيرخوشانسكي في الأصل. لقد جرب العديد من التمارين المختلفة، لكن القفزة العميقة بدت الأفضل لمضاعفة القوى أثناء الهبوط والإقلاع. تتضمن النسخة الثانية من القفزات القياسية، والتي تُرى على نطاق واسع في الولايات المتحدة ، أي شكل من أشكال القفز بغض النظر عن وقت التنفيذ.

## علم أصول الكلمات
مصطلح "البليومتريك هو مزيج من الكلمات اليونانية التي تعني "أكثر"، و التي تعني "قياس". أقرّ فريد ويلت بأن هذا المصطلح ليس الأكثر دقة أو مثالية، لكنه كان الخيار الأفضل الذي استطاع التوصل إليه في ذلك الوقت.
التهجئة التي تتوافق بشكل أقرب مع الأصل اليوناني، قد تم ذكر العديد من الكلمات اليونانية الأخرى التي كان يمكن أن تفسر الحرف "y" في الكلمة، لكنها لم تُستخدم في النهاية.

## تاريخ
فريد ويلت، عدّاء المسافات الطويلة الأولمبي الأمريكي السابق، يُنسب إليه صياغة مصطلح "البليومتريك" بعد ملاحظته للرياضيين الروس وهم يؤدون القفزات خلال عمليات الإحماء قبل منافسات سباقات المضمار والميدان. بينما كان الأمريكيون يركزون على تمارين التمدد الثابتة، لاحظ ويلت أن الروس يعتمدون على هذه القفزات وأدرك أنها قد تكون سببًا رئيسيًا لنجاحهم الكبير في العديد من الأحداث الرياضية. في أوائل الثمانينيات، بدأ مصطلح "البليومتريك" يكتسب شعبية وانتشارًا واسعًا، وأصبح جزءًا أساسيًا من أساليب التدريب الرياضي. بعد أن تعرف فريد ويلت على أبحاث مايكل يسيس في أساليب التدريب الروسية، شكلا شراكة سريعة لنشر المعرفة حول التمارين البليومترية.
مايكل يسيس، الذي زار وعمل مع يوري فيرخوشانسكي في الاتحاد السوفيتي خلال أوائل الثمانينيات، لعب دورًا حيويًا في تقديم تقنية "القفزات القياسية" إلى الولايات المتحدة. بفضل يسيس، انتشرت تدريجيًا هذه الأساليب التدريبية، وشهدت تطورًا مستمرًا مع ابتكار المزيد من الطرق لتوظيفها لتحسين القوة التفجيرية للرياضيين.
تقنية القفز القياسي، المعروفة أيضًا بـ "طريقة الصدمة"، تم تطويرها بواسطة يوري فيرخوشانسكي في أواخر الستينيات وأوائل السبعينيات. تُستخدم هذه الطريقة حتى اليوم لتحسين الأداء الرياضي، خاصة من قِبل فئة محدودة من الرياضيين. تعتمد طريقة الصدمة بشكل أساسي على القفزات العميقة، والتي تُعتبر التمرين الأساسي في هذه الطريقة، مع الالتزام بالمبادئ التوجيهية التي وضعها فيرخوشانسكي.
يقوم معظم الرياضيين بتنفيذ قفزات بسيطة ومعقدة ويطلقون عليها اسم القفز القياسي وليس تدريب القفز كما كان يسمى في الماضي. ويتضمن ذلك القفزة العميقة التي تم تنفيذها بطرق مختلفة عما أوصى به فيرخوشانسكي. يعد هذا الشكل من التدريب على القفز شائعًا جدًا، ولكن القفز القياسي هو كلمة طنانة لجميع أنواع القفزات، بغض النظر عن المدة التي يستغرقها تنفيذ القفزة. إن استخدامه واسع الانتشار لدرجة أنه من الممكن العثور على تمارين الضغط التي توصف بأنها تمارين القفز.
بسبب الاستخدام الواسع والجاذبية لمصطلح التدريب البليومتري، فإن المعنى الحقيقي للتدريب البليومتري كما طوره فيرخوشانسكي قد تم نسيانه إلى حد كبير. كان فيرخوشانسكي معروفًا ومحترمًا على مستوى العالم في المجالين العلمي والتدريبي. لم يكن معروفًا نسبيًا في الولايات المتحدة باستثناء بعض مقالاته التي تُرجمت ونشرت في مجلة الرياضة السوفيتية ، والتي سُميت فيما بعد مجلة مراجعة اللياقة البدنية والرياضة الدولية، بالإضافة إلى ابتكار طريقة الصدمة، يعود الفضل إلى فيرخوشانسكي في تطوير مفهوم التمدد والتقصير لانقباضات العضلات وتطوير تمارين القوة المتخصصة (المراسلات الديناميكية). تعتبر التمارين القفزية، أو على وجه التحديد طريقة الصدمة، شكلاً من أشكال تطوير القوة المتخصصة. قبل القيام بالتدريب البليومتري، من الضروري التمييز بين القفزات التي تسمى عادةً بالقفزات البليومترية والقفزات البليومترية الحقيقية كما هو موضح في قفزة العمق التي توضح طريقة الصدمة. منذ نشأتها في الاتحاد السوفييتي السابق كطريقة الصدمة، كانت هناك أشكال أخرى من التمارين البليومترية التي ابتكرها يسيس والتي لا تنطوي على تمارين القفز.

## تمارين
- القفز القرفصاء (القفز القرفصاء، قفزة القرفصاء): مزيج من القفز (لا ينبغي الخلط بينه وبين قفزة الانحناء) والقرفصاء . اجلس القرفصاء ثم اقفز عن الأرض لأعلى ما يمكن، مع تمديد الساقين ووضعهما بشكل عمودي.[17]
- القفز مع ثني الركبتين (القفز مع ثني الركبتين): مع مباعدة القدمين بمقدار عرض الكتفين، القفز، ثني الساقين للداخل، تمديدهما، والهبوط.
- قفزة القرفصاء: مزيج من قفزة القرفصاء والقفزة المطوية. اجلس القرفصاء، ثم اقفز، ثم ارفع ركبتيك قبل الهبوط مرة أخرى.
- القفز الجانبي: من وضع الوقوف، القفز من جانب إلى جانب.
- القفز القوي: في كل قفزة، ارفع الساق العلوية لأعلى قدر الإمكان.
- القفز بالساق بالتناوب: الركض بخطوات طويلة، مع التركيز على وقت التعليق.
- القفز على الصندوق: القفز على صندوق كبير يبلغ ارتفاعه 18 بوصة أو أكثر والهبوط منه.
- القفز العميق العمودي: بدءًا من أعلى الصندوق، والقفز للأسفل ثم للأعلى بأسرع ما يمكن.
- تمرين الضغط القياسي (تمرين الضغط القياسي): قم بأداء تمرين الضغط، ولكن ابذل قوة تصاعدية كافية لرفع اليدين والجسم عن الأرض.
- القفز العريض (القفز الطويل).
- قفزة البايك.[18]
- القفز المتراكب هو مشابه للقفزات المنقسمة التي يستخدمها الراقصون والجمبازيون والمتزلجون على الجليد.
- القفزة الاندفاعية [19][20]

## طريقة القفز
هي تقنية تدريبية تهدف إلى تحسين القوة التفجيرية للعضلات من خلال سلسلة من التقلصات العضلية السريعة والمركزة. في هذه الطريقة، يتعرض الرياضي لصدمة عند الهبوط، حيث تقوم عضلات الورك، الركبة، والكاحل الباسطة بتقلص قوي غريب الأطوار .ومن مراحل القفزة العميقة:
- الانقباض اللامركزي: تطول العضلات بشكل لا إرادي عند الهبوط، مع امتصاص القوى الناتجة عن الاصطدام. تحدث معظم هذه التغيرات في الطول داخل الأوتار المرتبطة بالعضلات وليس في العضلات نفسها.
- الانقباض متساوي القياس: عند توقف الحركة الهبوطية للحظات قصيرة، تتوتر العضلات دون أن تغير من طولها، مما يحول القوة إلى حالة استعداد للانطلاق.
- الانقباض المركزي: بعد التوقف، تنقبض العضلات بسرعة وقوة لتقصر في حركة صعودية انفجارية، مما يسمح للرياضي بالقفز إلى أعلى مستوى ممكن.

#### كيفية تنفيذ القفزة العميقة
- يقف الرياضي على منصة مرتفعة، عادةً ما يكون ارتفاعها بين 20-30 بوصة (51-76 سم).
- يخطو الرياضي خطوة خارج المنصة لينزل في خط عمودي ويتصل بالأرض.
- يُفضل استخدام منصة منخفضة الارتفاع خلال المراحل الأولى من التدريب لضمان سلامة العضلات وتطوير التقنية الصحيحة.

#### التركيز على التقنية
- يجب أن يكون ارتفاع القفزة الناتج أعلى من ارتفاع المنصة، مما يبرز فعالية التمرين.
- يقوم الرياضي بشد العضلات بشكل واعٍ أثناء الهبوط للتحضير للتأثير.
- تُثنى الساق قليلاً عند الهبوط لامتصاص جزء من القوة لتجنب الإصابات.
- تُستخدم أرضيات مرنة لتخفيف الضغط على المفاصل وتقليل مخاطر الإصابات.

#### التأثير وأهمية مرحلة الصدمة
- عند الهبوط من المنصة، يتعرض الجسم لقوة تأثير مباشرة.
- كلما زاد ارتفاع المنصة، زادت قوة الصدمة على الجسم، مما يُحفز العضلات على توليد تقلص عضلي قوي لمنع الانهيار.
- تُعرف هذه المرحلة باسم مرحلة الامتصاص، حيث تتحمل العضلات والأوتار القوى الهائلة الناتجة عن الهبوط وتعد الجسم للانطلاق.

#### الهدف من القفزة العميقة
- تحويل الانقباض اللامركزي بسرعة إلى انقباض مركزي انفجاري، مما يزيد من القوة الناتجة.
- تحسين القوة التفجيرية والقدرة على القفز لأعلى مستوى من خلال تقليل الزمن بين مراحل الانقباض العضلي المختلفة.

تخضع العضلات والأوتار لتمدد (انكماش غريب الأطوار) أثناء الهبوط وهو أمر ضروري لامتصاص بعض القوة المتولدة ولكن الأهم من ذلك، لتحمل القوة التي تنتجها الصدمة التي تحدث عند الهبوط. كلما كانت الصدمة (القوى التي يتعرض لها الجسم عند الهبوط) أكبر، كلما كان الانكماش اللامركزي أقوى، مما يؤدي بدوره إلى إنتاج توتر أكبر. هذا التوتر، الذي هو قوة كامنة، يعود بعد ذلك إلى الحركة العكسية عندما تتحول الانقباضات العضلية إلى النظام المركزي أو المختصر.
ومع ذلك، للحصول على الحد الأقصى من الطاقة العائدة، يجب أن يمر وقت أدنى من لحظة تلقي القوة حتى لحظة إرجاعها. كلما كان الوقت بين تلقي القوى وإعادتها أكبر، كلما كان العائد أقل وكلما كان الارتفاع الذي يمكن تحقيقه في القفزة أقل. تحدث معظم عمليات الاستطالة والتقصير في أوتار العضلات المعنية والتي تتمتع بمرونة أكبر.
هناك طريقة أخرى لقول ذلك وهي أنه كلما كان التحول من الانكماش اللامركزي إلى الانكماش المركزي أسرع، كلما كانت القوة المنتجة أكبر وكلما كانت حركة العودة أكبر. سرعة التبديل سريعة جدًا، 0.20 ثانية أو أقل. على سبيل المثال، يقوم العدائون على مستوى عالٍ بالتبديل من الانكماش اللامركزي الذي يحدث عندما تصطدم القدم بالأرض إلى الانكماش المركزي عندما تكسر القدم ملامستها للأرض في أقل من 0.10 ثانية. لدى العدائين من الطراز العالمي، يكون الوقت حوالي 0.08 ثانية. يجب أن يكون ارتفاع المنصة الدقيق الذي يستخدمه معظم الرياضيين في القفز العميق أقل من 30 بوصة (76 سـم) في المراحل الأولى من التدريب. يبدأ معظم الرياضيين عند حوالي 12 بوصة (30 سـم) بعد القيام ببعض التدريب على القفز. ثم يعملون تدريجيًا حتى يصلوا إلى 20 بوصة (51 سـم) ثم إلى 30 بوصة اعتمادًا على مدى جودة تنفيذ القفزات. المعيار الرئيسي هو أن يقفز الرياضي بأعلى مستوى ممكن في كل قفزة.
إذا تمكن الرياضي من تحسين ارتفاع قفزته تدريجيًا، يستمر نفس ارتفاع المنصة حتى لا يتم ملاحظة أي زيادات في ارتفاع القفزة. في هذا الوقت، يتم زيادة ارتفاع الإقلاع ببضعة بوصات. إذا فشل الرياضي بشكل مستمر في القفز عالياً، يتم خفض ارتفاع السقوط إلى حد ما. الأمر الأكثر أهمية هنا هو مدى ارتفاع قفزة الرياضي بعد السقوط.
لا يزيد ارتفاع المنصة الأقصى الذي يستخدمه الرياضيون ذوو المستوى العالي عن 40 بوصة (100 سـم) . بدلاً من تطوير قوة انفجارية أكبر، يؤدي هذا الارتفاع إلى تطوير قوة أكثر غرابة. ارتفاع أعلى من 30 بوصة (76 سـم) عادة ما يكون له نتائج عكسية وقد يؤدي إلى الإصابة. يحدث هذا عندما تكون شدة الانقباض اللاإرادي القسري عند الهبوط أكبر من قدرة العضلات على التحمل. بالإضافة إلى ذلك، لن يكون الرياضي قادرًا على تنفيذ عودة سريعة (انتقال سريع بين الانقباضات العضلية)، وهو مفتاح التنفيذ الناجح للتمارين القفزية المتفجرة.
بسبب القوى المشاركة وسرعة التنفيذ، يكون الجهاز العصبي المركزي متورطًا بقوة. من المهم أن لا يفرط الرياضي في استخدام أسلوب القفزات الصادمة. سيؤدي القيام بذلك إلى إرهاق شديد، ووفقًا لفيرخوشانسكي، اضطرابات النوم. يواجه الرياضيون صعوبة كبيرة في النوم بشكل جيد إذا قاموا بالعديد من القفزات العميقة. وهذا يشير إلى أن الرياضيين يجب أن يكونوا مستعدين جسديًا جيدًا قبل القيام بهذا النوع من التدريب.
تعتبر تقنية القفز أيضًا مهمة جدًا عند تنفيذ التمارين البليومترية. في الأساس، يدخل الرياضي في وضع القرفصاء قليلاً (الانحناء) عند الهبوط حيث تنثني مفاصل الورك والركبة والكاحل. يتم تنفيذ الإقلاع أو القفز للأعلى في تسلسل يبدأ بتمديد مفصل الورك متبوعًا بتمديد مفصل الركبة والذي يبدأ أثناء تمديد مفصل الورك. مع تمديد مفصل الركبة، يبدأ تمديد مفصل الكاحل وهو الإجراء الوحيد الذي يحدث أثناء الإقلاع (كسر الاتصال بالأرض). تساهم كل الإجراءات الثلاثة في القوة اللازمة للقفز إلى الأعلى، إلا أن تمديد مفصل الركبة هو المساهم الرئيسي.

## القفز البسيط
التمارين القفزية الأكثر شيوعًا المستخدمة في الولايات المتحدة هو تمارين القفز البسيطة والسهلة نسبيًا والتي يتم تنفيذها مع مراعاة قليلة لوقت التنفيذ. تعتبر هذه القفزات فعالة للرياضيين الذين ينفذون مهارات في رياضتهم لا تتطلب انقباضات عضلية من النوع المتفجر. ومن الأمثلة على ذلك الجري لمسافات طويلة حيث يقوم العداؤون بتنفيذ حركات متكررة من 20 إلى 30 قفزة متتالية وأنشطة أخرى من النوع الدوري مثل القفز لتكرارات متعددة.
القفزات البليومترية تُستخدم كجزء من الإحماء لتحضير العضلات قبل أداء القفزات العميقة أو التمارين البليومترية المتفجرة. تُعتبر فعّالة بشكل خاص في المراحل الأولى من تعلم هذه التمارين، حيث تساعد على إعداد العضلات للحركات السريعة والانفجارية. القفزات الأساسية التي تُشبه حركات اللعب العفوية للأطفال لا تتطلب تجهيزًا خاصًا، مما يجعلها مناسبة لجميع الرياضيين بغض النظر عن مستوى خبرتهم.

##### أهمية وقت التنفيذ في التمارين البليومترية:
عند الانتقال إلى القفزات المتفجرة، قد يواجه الرياضيون الذين اعتادوا أداء التمارين دون مراعاة الوقت صعوبة في تنفيذ التمارين بشكل صحيح. يظهر هذا التحدي بشكل خاص أثناء القفزات العميقة، حيث يهبط الرياضي بشكل منخفض جدًا، مما يطيل وقت التحول بين الانقباض اللامركزي والانقباض المركزي. يؤدي ذلك إلى تحويل التمرين إلى تمرين قوة قفز بدلاً من تمرين بليومتري حقيقي، حيث يُفترض أن يكون وقت التنفيذ قصيرًا لتحفيز القوة التفجيرية.

##### التقنية الأساسية للقفز:
- الهبوط: عند الهبوط، تنثني الوركين والركبتين والكاحلين لامتصاص القوة الناتجة.
- الصعود: يبدأ الصعود بتمديد الورك، يليه تمديد الركبة، وينتهي بثني الكاحل الأخمصي.
- الاختلاف الرئيسي: يكمن الفرق في عمق الهبوط ومدة التحول من الانكماش اللامركزي إلى المركزي.

##### الدراسات على أداء القفز:
تم إجراء اختبارات على عشرة تمارين قفز مختلفة باستخدام تقنيات مثل تخطيط كهربية العضلات (EMG)، وقوة رد فعل الأرض (GRF)، ومقياس القوة. النتائج أظهرت:
1. تمارين ذات تجنيد حركي أعلى (قيم EMG أعلى):
  - القفزات المخروطية على ساق واحدة.
  - القفزات على الصندوق.
  - القفزات المطوية.
  - القفزات العمودية على ساقين.
2. تمارين ذات قراءات قوة أعلى:
  - قفزات الدمبل.
  - قفزات العمق.
  - قفزات الحركة المضادة.
  - قفزات القرفصاء.
  - قفزات الثني.

##### التأثير على الأداء الرياضي:
الحركات القفزية التي تستخدم اهتزاز الجسم بالكامل أظهرت تحسينًا عامًا في الأداء. في دراسة مقارنة، تم اختبار مجموعتين من الرياضيين باستخدام بروتوكول قفز مشترك، حيث استخدمت إحدى المجموعتين أحمالًا ثقيلة والأخرى أحمالًا خفيفة. أظهرت النتائج انخفاضات متشابهة في القوة، مما يشير إلى أن التمارين البليومترية ذاتها كان لها تأثير أكبر في تقليل ناتج القوة مقارنة بنوع تدريب الأوزان المستخدم.

## اعتبارات السلامة
لقد ثبت أن التدريبات القفزية لها فوائد في تقليل إصابات الأطراف السفلية في الرياضات الجماعية عند دمجها مع تدريبات عصبية عضلية أخرى (مثل تدريب القوة، وتدريب التوازن، والتمدد). تتضمن التمارين البليومترية خطرًا متزايدًا للإصابة بسبب القوة الكبيرة الناتجة أثناء التدريب والأداء، ويجب أن يؤديها فقط الأفراد الذين يتمتعون بلياقة بدنية جيدة تحت الإشراف. ينبغي تحقيق مستويات جيدة من القوة البدنية والمرونة والحس العميق قبل البدء في التدريب البليومتري. يختلف الحد الأدنى المطلوب للقوة اعتمادًا على مصدر المعلومات وكثافة التمارين القفزية التي يتم إجراؤها. يوصي تشو (1998) بأن يكون المشارك قادرًا على أداء 50 تكرارًا من تمرين القرفصاء بنسبة 60٪ من وزن جسمه قبل القيام بالتمارين البليومترية. قوة الجذع (البطن) مهمة أيضًا. المرونة مطلوبة للوقاية من الإصابات وتعزيز تأثير دورة التمدد والتقصير . تجمع بعض طرق التدريب المتقدمة بين التدريبات القفزية والتمدد المكثف من أجل حماية المفصل وجعله أكثر استجابة لفوائد التدريبات القفزية. يعتبر الحس العميق مكونًا مهمًا للتوازن والتنسيق وخفة الحركة، وهو مطلوب أيضًا للأداء الآمن للتمارين القفزية. تشمل الاعتبارات الأمنية الأخرى ما يلي:
- العمر: ينبغي أن يؤخذ في الاعتبار لكل من سن ما قبل البلوغ وكبار السن بسبب التغيرات الهرمونية.
- التقنية: يجب تدريب المشارك على التقنية الصحيحة قبل البدء في أي تمرين قياسي. يجب أن يكون الشخص مرتاحًا بشكل جيد وخاليًا من الإصابات في أي من الأطراف التي سيتم تدريبها.

لا تعتبر التمارين القفزية خطيرة بطبيعتها، ولكن الحركات المركزة للغاية والمكثفة المستخدمة في التكرار تزيد من مستوى الضغط المحتمل على المفاصل والوحدات العضلية الوترية. لذلك، فإن احتياطات السلامة تشكل شرطًا أساسيًا قويًا لهذه الطريقة الخاصة من التمرين. غالبًا ما يتم استخدام الاختلافات منخفضة الكثافة في التمارين القفزية في مراحل مختلفة من إعادة تأهيل الإصابات، مما يشير إلى أن تطبيق التقنية المناسبة واحتياطات السلامة المناسبة يمكن أن يجعل التمارين القفزية آمنة وفعالة لكثير من الناس.

## فوائد
يستخدم العديد من الرياضيين المحترفين والأولمبيين التدريب البليومتري لتحسين القوة العضلية وقدرات القفز مما يزيد من قوتهم. هناك مستويات متفاوتة من شدة التمارين البليومترية. فائدة أخرى للتدريب البليومتري هي أنه يمكنك تغيير مستوى شدتك، مما يعني أن أي شخص يتطلع إلى تحسين القوة وتدريب القفز يمكنه المشاركة بغض النظر عن لياقته البدنية. مع وجود العديد من التمارين، فهذا يعني أنك أقل عرضة للإرهاق ولديك مجموعة واسعة من التمارين للاختيار من بينها. سبب جيد آخر لوجود الكثير من التمارين هو أنه يمكنك العثور على تمارين لا تتطلب استخدام أي معدات. كما أنه يزيد من القوة العضلية والقدرة على التحمل، ويزيد أيضًا من معدل التمثيل الغذائي مما يزيد من فقدان الوزن ومعدل ضربات القلب.

## تمارين القفز المحملة
يتم في بعض الأحيان أداء التمارين البليومترية مع حمل إضافي أو إضافة وزن. في مثل هذه الحالات، يشار إليها باسم القفزات البليومترية المحملة أو القفزات الموزونة. الوزن يتم تثبيته أو ارتداؤه. قد يكون على شكل قضيب حديدي، أو قضيب فخ، أو دمبل، أو سترة مرجحة. على سبيل المثال، القفز العمودي أثناء حمل قضيب الفخ أو القفز في وضع القرفصاء المنقسم أثناء حمل الدمبل. بالإضافة إلى ذلك، يتم أحيانًا إضافة مكون قياسي إلى تمرين رفع الأثقال المنتظم، مثل الموجود في تمرين القرفصاء مع القفز. لا يُنصح بالقفز على الصناديق البلاستيكية أو فوق الحواجز أثناء حمل الأوزان لأسباب تتعلق بالسلامة. إن ميزة التمارين البليومترية المحملة هي أنها تزيد من القوة الإجمالية التي يتم بها أداء التمرين. يمكن أن يؤدي هذا إلى تعزيز التأثير الإيجابي للتمرين وزيادة قدرة الممارس على تطبيق القوة المتفجرة.

## القفز الأحادي الجانب
القياسات البليومترية الأحادية هي تمارين القفز التي تتضمن ملامسة قدم واحدة فقط للأرض في مرحلة ما. يمكن أن يشمل ذلك القفز من نفس القدم والهبوط عليها، أي القفز من قدم واحدة ثم الهبوط على الأخرى، أو القفز من قدم واحدة والهبوط على قدمين، أو القفز من قدمين والهبوط على واحدة. عادةً ما يتطلب هذا تدريبًا مكثفًا على الساقين أكثر من التدريب البليومتري الثنائي ويمكن استخدامه لزيادة تعزيز القوة الانفجارية. يمكن التحكم في شدة التمارين من خلال تعديل ارتفاع الصندوق والعائق وأي وزن يتم حمله أو ارتداؤه.[2] ويمكن تحقيق أكبر كثافة حيث يتم تعظيم الارتفاع أو المسافة المقطوعة.
يتضمن اختبار القفزة مقارنة بين ارتفاع القفز أو المسافة التي يمكن تحقيقها بواسطة الساقين اليسرى واليمنى، مع الأخذ في الاعتبار كل منهما على حدة. يتم استخدامه لتقييم مستويات القوة النسبية لكل ساق وما إذا كان هناك خلل في العضلات أي وجود تباين في القوة بين الجانبين الأيسر والأيمن مما يؤدي إلى اختلاف كبير في النتائج. إذا تم العثور على مثل هذا الخلل، يمكن استخدام القفزات الأحادية الجانب للتخفيف منه. نظرًا لاستخدام الساقين بشكل فردي، وأداء نفس القدر من العمل، فقد يتم تقوية الجسم والساقين بشكل أكثر توازناً من التمارين البليومترية الثنائية، والتي قد تنطوي على قيام ساق واحدة بكمية كبيرة للغاية من العمل.
تتضمن بعض أشكال القفزات الأحادية الجانب التناوب الدوري بين الساقين، على سبيل المثال القفز بشكل متكرر من قدم إلى أخرى. وبما أن العدائين يؤدون حركة مماثلة بالتناوب بين الساقين اليمنى واليسرى، ولكل خطوة مرحلة تسارع مثل القفز، وبناءً على هذه القاسم المشترك، فإن مثل هذه القفزات الأحادية الجانب تعتبر قابلة للانتقال بشكل فعال إلى الجري والركض السريع وتحسين الأداء.